# Uta Abe
Uta Abe (født 14. juli 2000) er en japansk judoka.
Hun vandt guld i halv letvægtskonkurrencen ved Sommer-OL 2020 der blev afholdt i Tokyo, Japan.

## Judokarriere
Abe blev den yngste judoka nogensinde til at vinde et IJF (International Judo Federation) Grand Prix, da hun vandt førstepladsen ved Düsseldorf Grand Prix i februar 2017.
Hun deltog i VM i judo 2018 i Baku i Aserbajdsjan, og vandt sit første verdensmesterskab som 18-årig, hvilket gjorde hende til den tredjeyngste judoka til at vinde seniorverdensmesterskabet.
Hun vandt også guld ved VM i judo 2019 i Tokyo, efter at have besejret russeren Natalia Kuziutina i finalen.
I 2021 vandt Abe guld ved Sommer-OL 2020, på samme dag som hendes bror Hifumi Abe vandt guld i sin judodivision.

## Eksterne henvisininger
- Uta Abes profil på Olympics.com (engelsk)
- Uta Abes profil på Olympedia (engelsk)
- Uta Abe hos JudoInside.com (engelsk)